# BoekenNel
BoekenNel was een vrouwenboekhandel in Eindhoven. Op 21 maart 1981 opende de boekhandel haar deuren aan Kruisstraat 60b. Vanaf 2 februari 1985 was de zaak gevestigd op Grote Berg 11. BoekenNel was de enige feministische boekhandel in Noord-Brabant en heeft bestaan tot 1 januari 1999.

## Oprichting
BoekenNel werd opgericht na een oproep in het Vrouwenhuis van Eindhoven in september 1980. In de tweede feministische golf waren er al in veel steden vrouwenboekhandels opgericht, waaronder Xantippe in Amsterdam, Savannah Bay in Utrecht, Dikke Trui in Groningen en De Feeks in Nijmegen. Omdat in het zuiden van het land zo'n vrouwenboekhandel ontbrak begonnen acht vrouwen de opening van de winkel voor te bereiden: Mia van Haren, Mia Jacobs, Riny Rongen, Ellen Jansen, Marjon Vermeulen, An Derks, Irma den Brabander en Ada Nieuwenhuizen. De vrouwenboekhandel werd gerund door een feministisch collectief (gespeld als kollektief). Deze bestond naast de oprichters uit andere vrijwilligers. 

## Activiteiten
De vrouwenboekhandel organiseerde literaire middagen en lezingen die alleen voor vrouwen toegankelijk waren. Onder anderen de schrijfsters Doeschka Meijsing, Astrid Roemer, Renate Dorrestein, Andreas Burnier en Elly de Waard deden hiervoor de zaak aan. Daarnaast initieerde de boekhandel vrouwenboekfestivals en cursussen. Ook maakte BoekenNel onderdeel uit van de eerste Vrouwenboekenweek in november 1985.

## Opheffing
In 1989 werd het collectief dat de boekhandel bestierde opgeheven. Anja Hoeben en Ria van Extel namen de winkel over als zelfstandige ondernemers. Zij breidden het assortiment uit met reisboeken en wereldliteratuur. Op 1 januari 1999 sloot BoekenNel haar deuren.

## Bron
- Windows of Memory, Anja Jorissen en Ada Nieuwenhuizen (2018)